# ساشا بوی
ساشا گاتسون بوی (انگلیسی: Sacha Boey؛ زادهٔ ۱۳ سپتامبر ۲۰۰۰) بازیکن فوتبال اهل فرانسه که در پست دفاع راست برای باشگاه بایرن مونیخ بازی میکند.
از باشگاه‌هایی که در آن بازی کرده‌است می‌توان به باشگاه فوتبال گالاتاسرای، باشگاه فوتبال رن، و  بایرن مونیخ اشاره کرد.
وی همچنین در تیم‌های ملی فوتبال زیر ۱۷ سال فرانسه، زیر ۱۸ سال فرانسه، و زیر ۲۰ سال فرانسه بازی کرده‌است.